# Ermengol I de Pallars
Ermengol I de Pallars (? - 1030), comte de Pallars (995-1010).

## Orígens familiars
Fill de Borrell I de Pallars i la seva esposa Ermengarda de Roergue.
Succeí al seu pare al tron del Pallars, en un govern d'unitat amb el seu oncle Sunyer I de Pallars.
A la mort de Sunyer I el 1010, Ermengol I fou apartat del poder pels fills d'aquell, que es dividiren el territori familiar a parts iguals del qual nasqueren dos nous comtats: Ramon IV rebé el comtat de Pallars Jussà i Guillem II comtat de Pallars Sobirà.